# Pteris famatinensis
Pteris famatinensis är en kantbräkenväxtart som beskrevs av Sota. Pteris famatinensis ingår i släktet Pteris och familjen Pteridaceae. Inga underarter finns listade.